# مگ ماندی

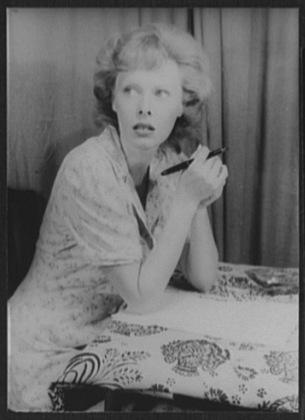

مگ ماندی (انگلیسی: Margaret Anne Mary "Meg" Mundy؛ زادهٔ ۴ ژانویهٔ ۱۹۱۵ - درگذشته ۱۲ ژانویهٔ ۲۰۱۶) هنرپیشه و مدل پیشین آمریکایی متولد انگلستان بود. وی در لندن زاده شد اما در سن شش سالگی در سال ۱۹۲۱ به ایالات متحده رفت. از فیلم‌هایش می‌توان به مردم معمولی و چشمان لورا مارس اشاره کرد.